# La Ceiba (Puebla)
La comunidad de Villa Ávila Camacho, conocida también como La Ceiba, es una localidad mexicana ubicada en el estado de Puebla, perteneciente al municipio de Xicotepec, cerca de Poza Rica, Veracruz.

## Acta de la Creación del pueblo
El 10 de agosto de 1954 la totalidad de la población de la Ceiba se trasladó a la entrada del pueblo para que en caravana de amistad de agradecimiento fuera recibido el señor Rafael Ávila Camacho Gobernador Constitucional del Estado y su comitiva, integrado por magistrados del Tribunal Superior de Justicia, diputados federales, mayoría de diputados al congreso del estado, presidente y secretario, general del comité regional, el partido revolucionario institucional, jefe del sector militar, el ejido de alfabetización, presidentes municipales de Huahuchinango, Villa Juárez, diputados federales y locales, Huauchinango habiendo constituido un verdadero acontecimiento histórico-social, el traslado de la carretera a la plaza pública en cuyo trayecto fue inaugurado el sistema de agua potable en compañía del señor presidente auxiliar municipal constitucional Bernardo González Muños, acto segundo, el programa a desarrollar fue suspendido para legislatura una sesión pública con el exclusivo propósito de establecer la dirección del pueblo.
Efrén Rodríguez Ortega, Ing. Perfecto de los Santos, Tomasa Galeana, director de obras públicas del estado, doctor Luis Vázquez expresidente, jefe de salubridad, Gral. Lindoro Hernández y Demetrio Barrios, coroneles Augusto Cacha y Alberto Ramos Lesma miembros de la policía de caminos con destacamento en Huahuchinango, periodista Rosendo Vázquez y Rosendo Díaz y Paz. Jesús Moreno Ortiz recaudador de ventas: Ernesto Núñez diputado (de IP) Benjamín Guzmán, Ing. José Valderrama, Adolfo Berniz Caballero. Francisco Díaz Sánchez, para constancia se levanta la presente que firman todos los que en el acto intervinieron a las 17.00 del 10 de agosto de 1954, en el pueblo de Villa Ávila Camacho, descubriendo la cortina que cubría la placa de elevación la Sra. Virginia Hernández de GARCÍA y el Sr. Crisóforo Hernández. Primer Juez de este poblado, acompañándolo el coronel retirado Fermín Olguín Villegas. Rubricas Ávila Camacho, Fernando González, Alberto Jiménez, José Morales Vergara.

## Historia
Anteriormente y hasta la fecha lleva el nombre de la “Ceiba”, dieron uso de la palabra el presidente y el secretario de la legislatura y después de haber sido aprobado el decreto se dio por terminada la sesión y el programa continuó su desarrollo interviniendo varios oradores para exaltar las cualidades y virtudes de los señores generales de Ávila Camacho y que para fundar el otorgamiento de su apellido al poblado el último de los oradores fue el señor general Rafael Ávila Camacho quien agradeció en nombre propio y sus familiares el gesto de la población para grabar su nombre permanentemente y publicaron sus palabras, las notas de nuestro Himno Nacional que fueron entonadas por todas la concurrencia. Momento después el señor gobernador y la comitiva se trasladaron a las oficinas de la presidencia auxiliar, y con la solemnidad que el acto requería fue descubierta la placa conmemorativa del acontecimiento publicado con vivaz y aplausos para los señores generales Manuel, Maximino y Rafael Ávila Camacho, asistieron al acto el gobernador del estado con la representación de sus familiares, el diputado general Alberto Jiménez, Jorge Vergara Jiménez, diputado local licenciado José Ignacio Morales, presidente del comité regional del PRI, Amador Hernández secretario general del mismo partido en el estado, los diputados generales Arnulfo Valdez y Leopoldo Rivera, los locales Miguel Ángel Godínez y Antonio Arellano.